# Rhynchocyon udzungwensis
Il toporagno elefante dalla testa grigia o sengi dalla testa grigia (Rhynchocyon udzungwensis Rathbun & Rovero, 2008) è una specie di toporagno-elefante endemica della Tanzania.
Questa specie è stata scoperta nella foresta di Ndundulu, un'area di foresta pluviale montana ricadente nel Parco nazionale dei monti Udzungwa, da un gruppo di biologi coordinati da Francesco Rovero, ricercatore del MUSE di Trento, e da Galen Rathbun della California Academy of Sciences.

## Descrizione
Si distingue a prima vista dalle altre specie del genere Rhynchocyon per le maggiori dimensioni: è lungo circa 60 centimetri e pesa sui 750 grammi.
La sua pelliccia è di colore grigio in corrispondenza del muso e della testa, bruna sul dorso, bruna con riflessi arancio sui fianchi, mentre va dal giallo al bianco-crema sul ventre.

## Biologia
È una specie diurna, le cui abitudini sono ancora poco note.
Analogamente ad altre specie di Rhynchocyon scava la sua tana in prossimità della base degli alberi, foderandola con una lettiera di foglie.

## Distribuzione e habitat
Popola una area di circa 300 km2 di foresta montana sui monti Udzungwa, nella parte centro-meridionale della Tanzania.

## Conservazione
La IUCN Red List classifica R. udzungwensis come specie vulnerabile.
Il suo areale ricade interamente all'interno di due aree naturali protette della Tanzania: il parco nazionale dei monti Udzungwa e la riserva naturale del Kilombero.